# تپه امامزاده چیمن
تپه امامزاده چیمن مربوط به دوره اشکانیان - دوره ساسانیان است و در شهرستان اسلام‌آباد غرب، بخش مرکزی، دهستان حومه جنوبی، ۴۰۰ متری جنوب شرقی روستای چیمن واقع شده و این اثر در تاریخ ۱۴ اسفند ۱۳۸۵ با شمارهٔ ثبت ۱۷۸۵۳ به‌عنوان یکی از آثار ملی ایران به ثبت رسیده است.